# Barbula subpellucida
Barbula subpellucida är en bladmossart som beskrevs av Mitten 1859. Barbula subpellucida ingår i släktet neonmossor, och familjen Pottiaceae. Inga underarter finns listade i Catalogue of Life.